# Absalón
Absalón "el padre es paz", es en la Biblia el tercero de los hijos de David, rey de Israel, con su esposa, Maacá. Es destacado en el Libro de los reyes por su belleza y por su abundante y hermosa melena. En 2 Samuel 14: 25 habla sobre su belleza y cómo lo admiraban por eso.
Los hijos de David fueron 20 sin contar a los hijos de las concubinas, como se expone en 1 Crónicas 3.

## Muerte de Amnón

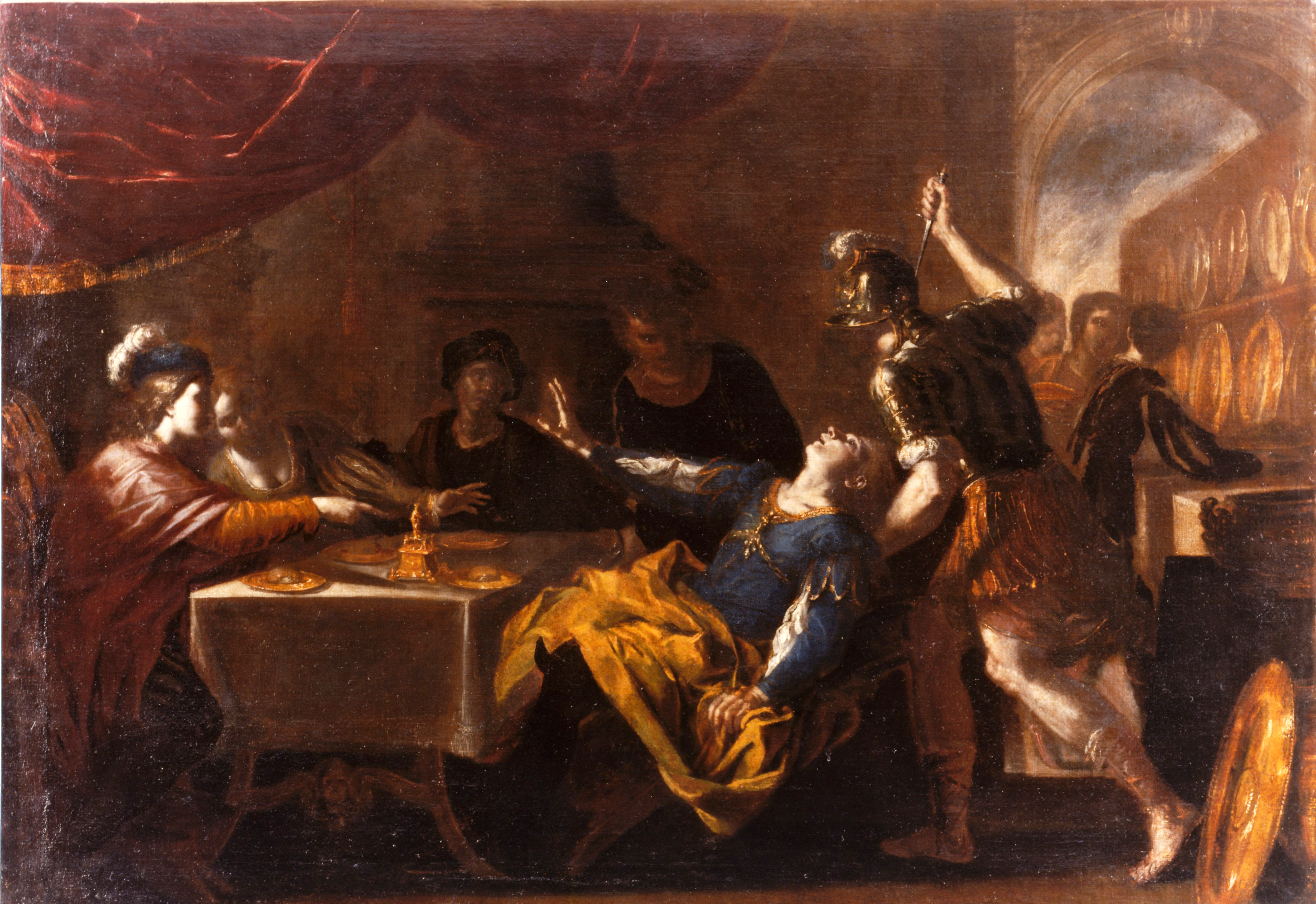
The Banquet of Absalom atribuido a Bernardo Cavallino.

La historia de Absalón se enmarca en la llamada tragedia de la casa de David, que a la postre llevará a Salomón al trono. El mayor de los hermanos, Amnón, prendado de la belleza de su media hermana Tamar, hermana de Absalón, la violó (2.º Samuel 13:14). Absalón decide vengarla encargando a sus siervos que maten a Amnón durante un banquete (2.º Samuel 13:29) y luego huye a Gesur, donde reina su abuelo materno, el arameo Talmai. Joab intercede por él ante David y este le permite volver, aunque tarda dos años en recibirlo (2.º Samuel 14:25).

## Pretensión al trono
Al no existir un derecho sucesorio claro, Absalón comienza a hacer campaña para hacer valer sus derechos de primogenitura, muerto Amnón. Pero aunque contaba con el apoyo de todos los estamentos del pueblo de Israel, la sucesión parecía reservada para Salomón, por lo que trama contra la vida de su padre. 

## Muerte de Absalón

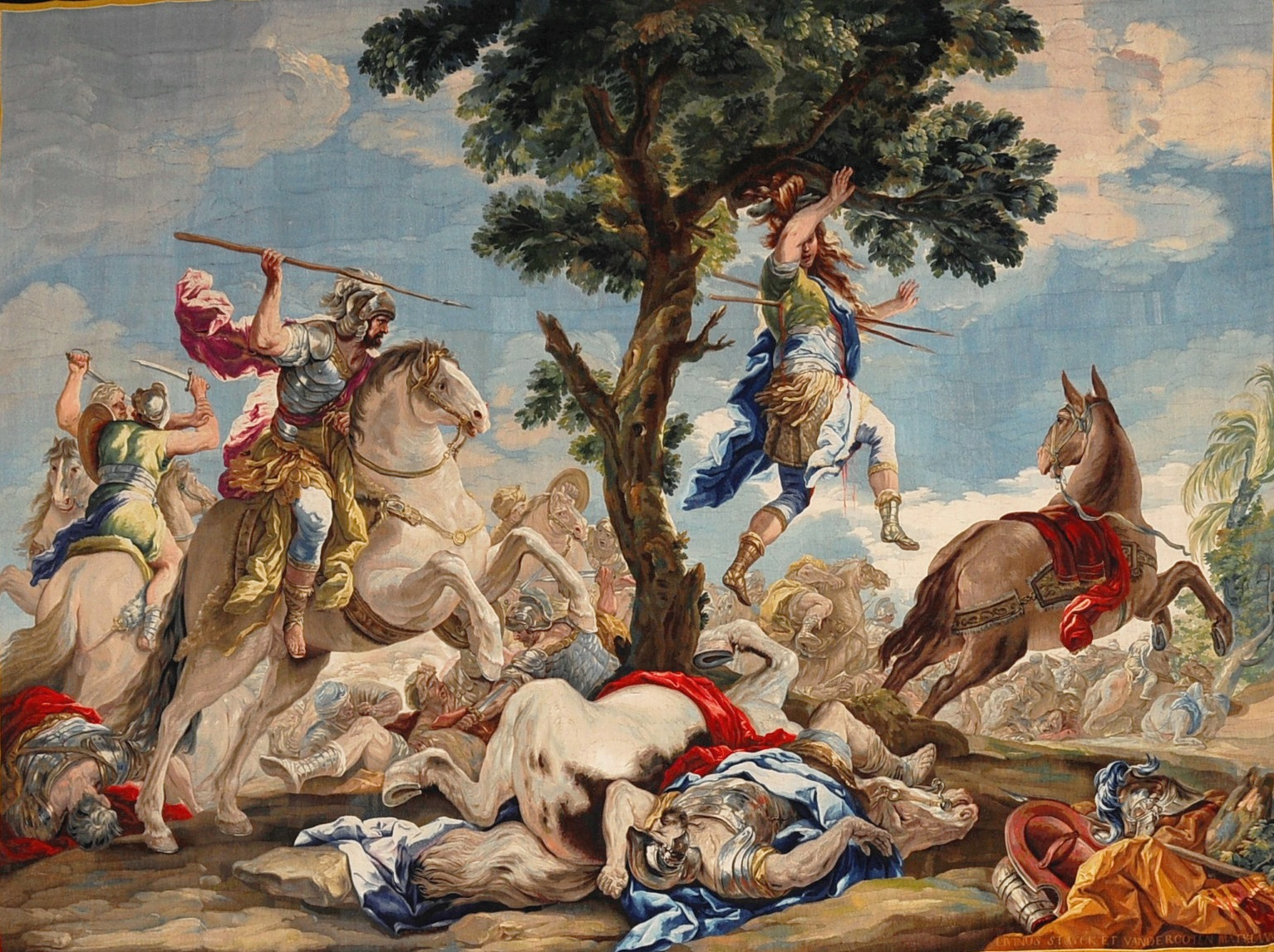
Versión de Corrado Giaquinto de la muerte de Absalón.

Finalmente se hace proclamar rey en ausencia de David, quien era apoyado por mercenarios y entran en batalla junto al río Jordán. Mientras huye, es irónicamente su bella cabellera la que lo traiciona, al quedar enredada en los árboles, lo que permite a quien antes lo apoyó, Joab, capitán de David, darle alcance y atravesarlo con tres flechas en el corazón. La pena de David fue inmensa pese a lo sucedido, tanto que entró en Jerusalén como si hubiera perdido la batalla.

## Absalón en la literatura
Los cabellos de Absalón es una obra teatral de Calderón de la Barca.
La venganza de Tamar del dramaturgo español Tirso de Molina recrea la historia bíblica. 
Federico García Lorca escribió un romance, Tamar y Amnón, que forma parte de su Romancero
(1 y 2 de Samuel).
La novela Absalón, Absalón! (1936) de William Faulkner cuenta la historia de la familia Sutpen, en torno a guerra de Secesión en Misisipi y tiene algunos paralelismos con la historia del Absalón bíblico. Thomas Sutpen (¿rey David?) intenta crear su imperio y dinastía en la región. Su sueño se trunca cuando su hijo Enrique (¿Absalón?) mata a su otro hijo mayor Carlos (¿Amnón?). El asesinato fue provocado porque Carlos deseaba desposar a la hija de Thomas, Judit.

## En el cine y la televisión
| Año  | Película | Director         | País    | Intérprete         | Formato      |
| ---- | -------- | ---------------- | ------- | ------------------ | ------------ |
| 1912 | Absalon  | Henri Andréani   | Francia | Georges Dorival    | Cortometraje |
| 1986 | Absalón  | José María Quero | España  | Pedro Mari Sánchez | Telefilme    |